# Morgen Freiheit
El Morgen Freiheit (título original: מאָרגן־פרײהײט; español: Libertad de la Mañana) fue un diario con sede en la ciudad de Nueva York en idioma yidis, vinculado al Partido Comunista de los Estados Unidos y fundado por Moissaye Olgin en 1922. Tras el final de la II Guerra Mundial, la visión pro-Israel del periódico hizo que cayera en desgracia frente al Partido Comunista, por lo que su editor, Paul Novick, fue expulsado de la organización. El diario cerró definitivamente en 1988.

## Historia institucional

### Fundación
El Freiheit fue fundado en 1922 autodenominándose como "Diario de lucha comunista" en idioma yidis. Entre sus principales objetivos se incluían la promoción del movimiento socialista judío, la defensa de la Unión Soviética, el avance de la cultura proletariay la derrota del racismo en los Estados Unidos.

### Desarrollo
En 1925, la tirada del Freiheit creció a 22.000 ejemplares por edición, convirtiéndolo en el mayor de los nueve diarios estadounidenses vinculados al Partido Comunista de los Estados Unidos.
En su época, el Morgen Freiheit fue uno de los diarios más destacados en idioma yidis publicado en los Estados Unidos y el escaparate de la izquierda socialista de los artistas y escritores, tanto judíos como no judíos, sionistas e internacionalistas. Entre los más notables escritores que aparecieron en sus páginas se encontraba Michael Gold, autor de la novela Jews Without Money (Judíos sin dinero). El diario hizo importantes contribuciones políticas relacionadas con la formación del Sindicato Internacional de Trabajadores de Pieles y Cueros, y la de muchos de los sindicatos del sector textil en los Estados Unidos, incluyendo el Amalgamated Clothing Workers Union e, incluso, el Congreso de Organizaciones Industriales (Congress of Industrial Organizations), que más tarde se fusionó con la AFL dando lugar a la AFL-CIO.[cita requerida]
Tras la repentina muerte de Moissaye Olgin en noviembre de 1939, el Freiheit pasó a ser dirigido por Paul Novick (1891-1989), un periodista nacido en Brest-Litovsk que había llegado a Estados Unidos en 1913. Novick había estado relacionado con el diario desde su fundación en 1922 y participaba activamente en el ICOR, en el Comité Americano de Escritores, Artistas y Científicos Judíos, y en otras organizaciones de masas patrocinadas por el Partido Comunista.

## Escritores
Entre la gente que escribió o que estuvo trabajando para el Morgen Freiheit se encuentran:
- Melech Epstein
- Mike Gold
- Moissaye Olgin
- William Weiner